# ギニアの港湾
ギニアの港湾（ギニアのこうわん、英語: Ports and harbours in Guinea）は、ギニアにおける港湾について記す。

## 一覧
- コナクリ港（英語版）（コナクリ）
- カムサル港（カムサル）
- ボケ港（ボケ県（英語版））